# François Dembélé
Pour les articles homonymes, voir Dembélé.
François Souleymane Dembele est maître « djembefolas » (joueurs de djembé). Il a été le premier soliste des Ballets maliens entre 1974 et 1991.